# 中村悦子 (児童文学研究者)
中村 悦子（なかむら えつこ、1934年11月26日 - ）は、日本の児童文学研究者、保育学者、大妻女子大学名誉教授。
栃木県生まれ。1957年津田塾大学英文学科卒業。57-64年お茶の水女子大学家政学部児童学科研究生および研究員。65-66年キブツの研究でイスラエル滞在。1967年作新学院女子短期大学幼児教育科助教授、教授、1981年大妻女子大学家政学部児童学科教授。2003年定年、名誉教授、宇都宮短期大学人間福祉学科非常勤講師。2009年退職。1989年『幼年絵雑誌の世界』で日本児童文学学会賞奨励賞受賞。

## 著書
- 『幼年絵雑誌の世界 幼児の教育と子どもの生活の中から』高文堂出版社 就学前教育全書 1989
- 『保育者は語る 聞き書き 栃木の保育文化を拓く試み』随想舎 2014

### 共編著
- 『集団保育と絵本』佐々木宏子共編著 高文堂出版社 1976
- 『子どものあそびシリーズ 絵本・童話』松隈玲子共編 中央法規出版 1983
- 『「コドモノクニ」総目次』岩崎真理子共編 久山社 日本児童文化史叢書 1996-98

### 翻訳
- ヘイム・G.ジノット『児童集団心理療法 その理論と実践』新書館 1965
- ブルーノ・ベッテルハイム『夢の子供たち キブツの教育』白揚社 1977

## 注
1. ↑  『現代日本人名録』1987年、『保育者は語る』著者紹介